# 佐藤實繪子
佐藤實繪子（1986年6月24日—），是日本藝人，曾是女性偶像團體SKE48 Team S的成員兼副隊長，來自愛知縣，隸屬於CENTRAL JAPAN。在加入SKE48之前曾經以藝名「風香今宵」進行著個人創作歌手的活動。

## 來歷
- 2004年4月 - 參加了MUJIKA的首次LIVE演出。
- 2007年4月 - 以個人創作單曲『夏天的回憶』出道。
- 2007年8月 - 報名了veeschool東京的名古屋分校，並且參加了SONY MUSIC的新人挖掘徵選。
- 2007年11月 - 個人的首張迷你專輯『MY WAY』發售。
- 2008年3月 - 被ASUNAL的「Push Up 藝術家」選出，並且以特別來賓之身分參與了廣播節目『PaniCrew×ASUNAL TREASURE』的公開播放。
- 2008年4月4日 - 專輯《Music Creators Vol.1》發售(第九首歌曲)[1]。
- 2008年8月 - 停止了以風香今宵這個身分所進行的活動。
- 2008年7月31日 - SKE48第1期生選拔合格（報名總數2,670人、最終合格22人）。
- 2008年10月5日 - 在SKE48 1st Stage「PARTY開始囉」公演中、以16名選拔成員之中的一人之身分公演出道。
- 2009年2月14日 - 由於在SKE48 2nd Stage「手牽手」公演中、前成員森紗雪至研究生升格的關係、而被降格成為研究生。
- 2009年6月13日 - 在被降格100天之後，於Team KII的1st Stage「想見你」公演之中，升格至KII而再度復歸為正式成員。
- 2014年2月24日 - 在AKB48組合大組閣祭的重編隊伍中，發表從TEAM KII移至TEAM S，並成為副隊長。
- 2014年4月25日 - 在重編之後隊伍的第一日公演「制服之芽」開始，以TEAM S的身分活動。
- 2014年12月24日 - 在該日進行的TEAM S公演中發表將於2015年3月從SKE48畢業。[2]
- 2015年3月22日 - 在該日進行的TEAM S畢業公演。
- 2015年4月1日 - 從經紀公司AKS移籍至CENTRAL JAPAN。
- 2017年11月11日 - 宣布與大學同學結婚。
- 2021年5月9日女兒出生

## 人物

### 關於 SKE48
- 公演口號為「恰拉恰恰恰、恰拉恰恰恰、矮小的偶像的小小偶像。最小號的淘氣女孩，teamKII的佐藤實繪子(チャラチャチャチャチャチャ、チャラチャチャチャチャチャ、おちびなアイドル ちびドルちゃん。ミニマムサイズのおちゃめガール・teamKII佐藤実絵子です)」[3]。
- 官方上的綽號為「姊姊」。不過自從變成TeamKII的一員之後綽號變成了「MIEPIー」[4]。
- 加入SKE的原因為、原本就很想成為歌手了而且從以前開始就很喜歡偶像的關係[5]。
- 為SKE48及48集團之中最年長的成員。
- 單推同為KII的向田茉夏[6]。不過卻被隊長高柳明音說「其實MIEPII是DD（不論是誰都喜歡的意思）喔」[7]。
- 那148公分的身高即使是包含AKB、SDN、NMB、等姊妹團體、也一樣是最為嬌小的。
- 為SKE48偶像研究會的副會長
- 佐藤為48集團中唯一一位獨立作詞作曲被收錄至CD的成員，其作品《我們的羈絆》（僕らの絆），是48集團的歌曲作品中非常少見、並非由製作人秋元康作詞的一首歌，被收錄於未來是什麼？劇場特別版之中。

## 單曲
- Your Color (只限網上收費下載[8]，Central Japan Entertainment發行)

## SKE48在籍時期參加曲

### 單曲CD選拔曲
- 堅強之勇者
- 蹦極宣言 - Team B.L.T.名義
- 小木偶軍團 - Theater Girls名義
- 大波斯菊的記憶 - 白組名義
- 愛之數量
- 畢業式忘記的東西 - 白組名義
- 心跳的足跡 - 白組名義

### 參加組合曲
teamS 1st Stage 1st Stage 「PARTY开始了」
- 和你在一起的平安夜（あなたとクリスマスイブ）

teamS 2nd Stage 2nd Stage「手牵手」
- Glory days

teamKII 1st Stage 「想见你」
- 涙的湘南
- 里約的革命
- JESUS

teamKII 2nd Stage 「手牵手」
- 胸口的條碼

## 出演

### 電視
- 地元応援バラエティ このへん!!トラベラー生放送2時間スペシャル（2009年12月30日、中京テレビ）
- 知って解決!SKEっとネット（2010年9月27日、NHK名古屋）
- 燃えよドラゴンズ!2011（2011年4月16日、CBCテレビ）
- さらさらサラダ(2015年4月 -　NHK)　逢星期一至五 東京時間 11:30～12:00　擔當さらさらカフェ一角

### 廣播
- SKE48 観覧車へようこそ!!（2009年10月26日・2010年4月5日、CBCラジオ）
- SKE48♥1+1は2じゃないよ!（2010年11月20日・12月24日、東海ラジオ）
- 土曜ワイド 広瀬隆のラジオでいこう!（2010年12月11日 - 、CBCラジオ）

### 演唱會
- 「神公演予定」～因諸多因素、也有可能無法成為神公演、望體諒。（2009年4月25日、NHKホール）
- SKE48 劇場外コンサート「初次的課外教學」（2009年5月24日、ボトムライン）
- SKE48結成1周年記念公演「奪取天下吧!」（2009年7月30日、名古屋クラブダイアモンドホール）
- 名古屋一揆 supported by LAWSON（2009年12月25日、Zepp Nagoya）
- SKE48傳說開始了（2010年4月29日、Zepp Nagoya）
- AKB48 コンサート「サプライズはありません」（2010年7月10日・11日、代々木第一体育館）
- SKE48 リクエストアワーセットリストベスト30 2010〜神曲はどれだ?〜（2010年7月31日、名古屋センチュリーホール）
- SKE48 コンサート「汗の量はハンパじゃない」（2010年10月、SHIBUYA-AX、Zepp Nagoya、神戸国際会館こくさいホール）
- Kinect for Xbox 360 Presents 1!2!3!4!ヨロシク!勝負は、これからだ! supported by LAWSON（2010年11月27日、愛知縣藝術劇場大ホール）
- ハートランドスタジオ「Nagoya 美 Movement ～ガールズユニット ライブ サーキット～」(2015年4月20日 名古屋HeartLand STUDIO)

## 外部連結
- 官方個人資料 - CENTRAL JAPAN
- 佐藤實繪子個人部落格「MY COLOR」（页面存档备份，存于） - Ameba部落格（2015年4月1日 - ）
- 佐藤實繪子的Instagram帳戶（2015年4月4日 - ）

## 註解
1. ↑  
CD発売info （页面存档备份，存于） - LOWSONローピー(2008年) 2014年11月13日閲覧。
2. ↑  
ＳＫＥ中西優香と佐藤実絵子が卒業を発表 （页面存档备份，存于） - 日刊體育(2014年12月24日) 2015年5月25日查閱。
3. ↑  120109 SKE48の世界征服女子
4. ↑  チームKIIのAKB48劇場公演MCより。
5. ↑  http://www.ske48.co.jp/blog/?id=20110505170528904&writer=sato_mieko%5B%5D
6. ↑  http://www.ske48.co.jp/blog/?id=20110307225929948&writer=sato_mieko%5B%5D
7. ↑  『SKE48 COMPLETE BOOK 2010 - 2011』
8. ↑  .   [2015年7月13日]. （原始内容存档于2016年3月7日）.